# Arturo Frateschi
Arturo Frateschi (La Spezia, 9 maggio 1900 – Volterra, 18 settembre 1939) è stato un calciatore italiano, di ruolo centrocampista.

## Carriera
Dopo aver militato nell'Unione Sportiva Spezzina, passa allo Spezia con cui disputa 9 gare nel campionato di Prima Divisione 1923-1924 ed altre 2 gare nelle qualificazioni del campionato successivo.
In seguito milita nella Triestina.